# Kurt Krause (Botaniker)

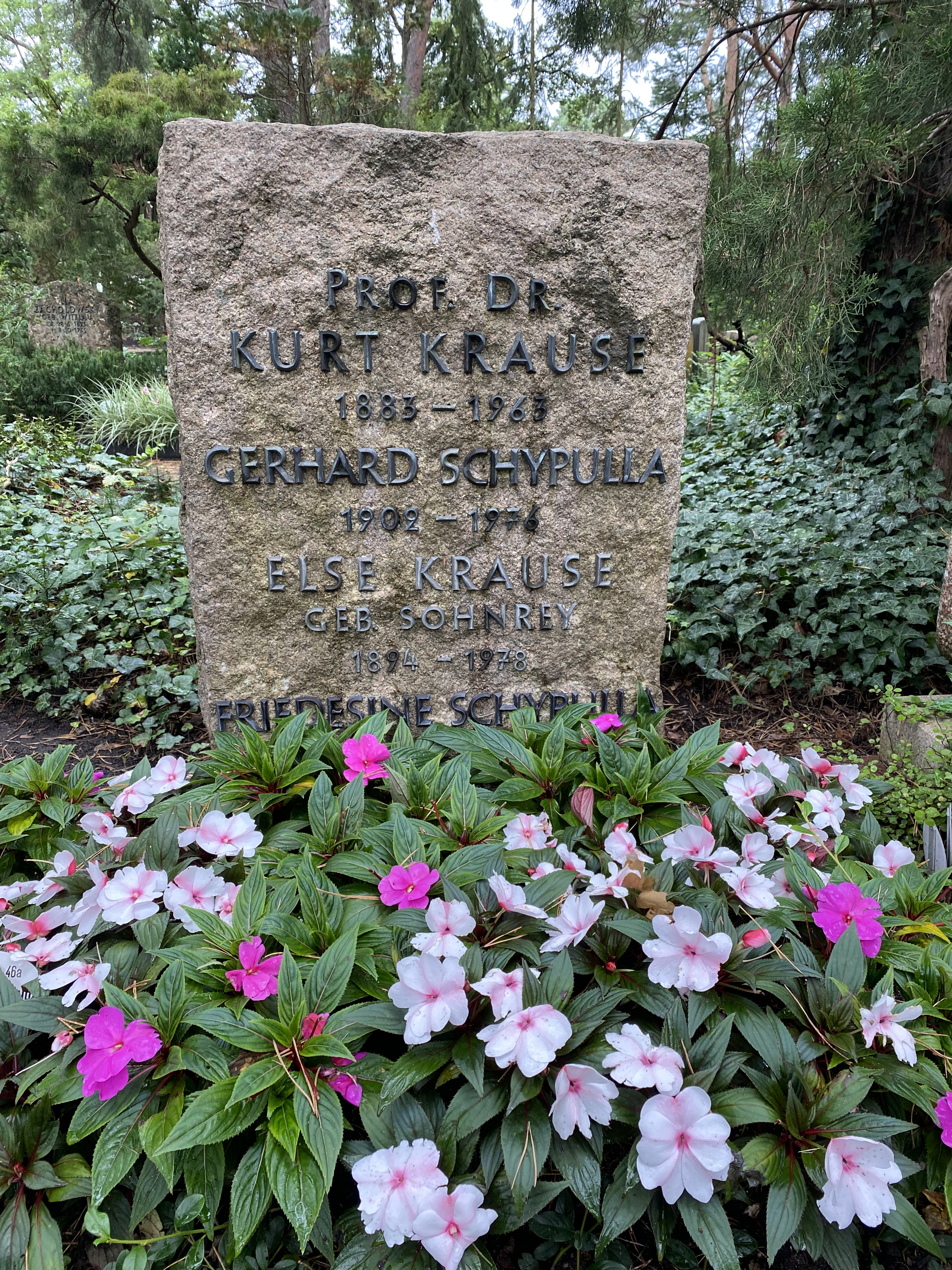
Grabstätte Kurt Krause

Kurt Krause (* 20. April 1883 in Potsdam; † 19. November 1963 in Berlin) war ein deutscher Botaniker. Sein botanisches Autorenkürzel lautet „K.Krause“.

## Leben
Krause schrieb 33 Artikel und fünf Bücher über die Flora und Vegetation der Türkei. Von 1933 bis 1939 war er Professor für Botanik am Ankara Agricultural Institute; 1950 ging er in den Ruhestand.
Kurt Krause verstarb 80-jährig in Berlin und wurde auf dem dortigen Waldfriedhof Dahlem beigesetzt. Die Grabstätte befindet sich in Abteilung 27 Ub 46a. 

## Veröffentlichungen (Auswahl)
- 1915: Unsere wildwachsenden Küchenpflanzen, Deutscher Landbuchhandel, Berlin
- 1930: Blüten und Insekten, Verlag Ph. Reclam jun., Leipzig
- 1934: Ankaranin Floru, Yüksek Ziraat Enstitüsü, Ankara
- 1935: Türkiyenin fistik cinsleri, Yüksek Ziraat Enstitüsü, Ankara
- 1936: Die Gymnospermen der Türkei, Yüksek Ziraat Enstitüsü, Ankara
- 1939: Çiçekli nebatlar, Yüksek Ziraat Enstitüsü, Ankara
- 1946: Wir sammeln Wildgemüse, Deutscher Bauernverlag, Berlin
- 1949: Feld- und Gartenunkräuter und ihre Bekämpfung, Deutscher Bauernverlag, Berlin